# Doppia verità (romanzo)
Doppia verità (Two Kinds of Truth) è un romanzo dello scrittore statunitense Michael Connelly, edito nel 2017. È il ventesimo episodio della serie avente come protagonista il detective Harry Bosch.

## Trama
Harry Bosch, ormai in pensione dal Dipartimento di Polizia di Los Angeles, lavora come volontario per la polizia di San Fernando indagando su "casi freddi", vecchi delitti irrisolti. Viene però chiamato a investigare, insieme alla piccola squadra di detective della cittadina, sull'omicidio di un giovane farmacista. Intanto un vecchio caso dei giorni del LAPD torna a perseguitarlo: un assassino detenuto da tempo lo accusa di averlo incastrato e sembra avere nuove prove a conferma. Bosch dovrà combattere da solo per difendere la sua reputazione e far sì che l'omicida resti in prigione. Nell'intreccio dei due casi scoprirà che non sempre la verità che scopri è del tipo che ti rende libero.

## Edizioni in italiano
- Michael Connelly, Doppia verità, traduzione di Alfredo Colitto, Piemme, 2019,  p. 384, ISBN 978-88-566-6894-0.
- Michael Connelly, Doppia verità, traduzione di Alfredo Colitto, Piemme, 2020,  p. 384, ISBN 978-88-683-6595-0.